# Cathédrale métropolitaine orthodoxe de São Paulo
Ne doit pas être confondu avec Cathédrale métropolitaine de São Paulo.
La cathédrale métropolitaine orthodoxe de São Paulo (en portugais : Catedral Metropolitana Ortodoxa de São Paulo) est une cathédrale de São Paulo (Brésil), au 1515 de la rua Vergueiro. Elle est le siège épiscopal de l'archidiocèse orthodoxe antiochien de São Paulo et de tout le Brésil.